# Cirrostratus nebulosus
Cirrostratus nebulosus is een wolkensoort en is onderdeel van een internationaal systeem om wolken te classificeren naar eigenschap volgens de internationale wolkenclassificatie. Cirrostratus nebulosus komt van het geslacht cirrostratus, met als betekenis gelaagde haarlok en de term nebulosus betekent nevelig. Ze behoren tot de familie van hoge wolken.